# Gran Premio del Belgio 1950
Il Gran Premio del Belgio 1950 è stata la quinta prova della stagione 1950 del campionato mondiale di Formula 1. La gara si è tenuta domenica 18 giugno sul circuito di Spa-Francorchamps ed è stata vinta dall'argentino Juan Manuel Fangio su Alfa Romeo, al secondo successo in carriera; Fangio ha preceduto all'arrivo uno dei suoi compagni di squadra, l'italiano Luigi Fagioli, e il francese Louis Rosier su Talbot-Lago-Talbot.

## Vigilia

### Aspetti tecnici
Il Gran Premio si è svolto sul circuito di Spa-Francorchamps, un tracciato disegnato nel 1920 da Jules de Thier e Henri Langlois Van Ophem e realizzato sulle strade che collegano i centri abitati belgi di Francorchamps, Malmedy e Stavelot. Il circuito è da percorrere in senso orario e, nella configurazione utilizzata tra il 1948 e il 1969, possedeva una lunghezza di 14 120 m e un dislivello di 104 m.

### Aspetti sportivi
Il Gran Premio rappresenta il quinto appuntamento stagionale a distanza di due settimane dalla disputa del Gran Premio di Svizzera, quarta gara del campionato. È il secondo Gran Premio consecutivo a disputarsi su un circuito stradale non permanente. La tappa belga si corre dopo il British Empire Trophy, una gara extra calendario tenuta giovedì 15 giugno sul circuito di Douglas, sull'Isola di Man.
Per il Gran Premio del Belgio arrivano soltanto 14 partecipanti al circuito di Spa. Queste includono le dominanti Alfa Romeo 158 di Nino Farina, Juan Manuel Fangio e Luigi Fagioli. La Ferrari presentò una 125 supercompressa affidata a Luigi Villoresi e una 275 aspirata guidata da Alberto Ascari. Si nota la massiccia presenza della Automobiles Talbot-Darracq con quattro Talbot-Lago T26C-DA per Louis Rosier, Philippe Étancelin, Yves Giraud-Cabantous e Eugène Chaboud e una T26C per Pierre Levegh.
A questa gara si presenta la sola scuderia privata Écurie Belge, con il belga Johnny Claes a bordo di una Talbot-Lago T26C, e i piloti privati Raymond Sommer, Geoff Crossley e Toni Branca. Questi ultimi guidano rispettivamente una T26C, un'Alta GP e una Maserati 4CL.

## Qualifiche

### Risultati
Nella sessione di qualifica si è avuta questa situazione:
| Pos | Nº | Pilota                | Costruttore        | Tempo       | Griglia |
| --- | -- | --------------------- | ------------------ | ----------- | ------- |
| 1   | 8  | Nino Farina           | Alfa Romeo         | 4'37"       | 1       |
| 2   | 10 | Juan Manuel Fangio    | Alfa Romeo         | 4'37"       | 2       |
| 3   | 12 | Luigi Fagioli         | Alfa Romeo         | 4'41"       | 3       |
| 4   | 2  | Luigi Villoresi       | Ferrari            | 4'47"       | 4       |
| 5   | 6  | Raymond Sommer        | Talbot-Lago-Talbot | 4'47"       | 5       |
| 6   | 16 | Philippe Étancelin    | Talbot-Lago-Talbot | 4'49"       | 6       |
| 7   | 4  | Alberto Ascari        | Ferrari            | 4'52"       | 7       |
| 8   | 14 | Louis Rosier          | Talbot-Lago-Talbot | 4'53"       | 8       |
| 9   | 18 | Yves Giraud-Cabantous | Talbot-Lago-Talbot | 4'56"       | 9       |
| 10  | 22 | Pierre Levegh         | Talbot-Lago-Talbot | 5'01"       | 10      |
| 11  | 20 | Eugène Chaboud        | Talbot-Lago-Talbot | 5'13"       | 11      |
| 12  | 26 | Geoff Crossley        | Alta               | 5'44"       | 12      |
| 13  | 30 | Toni Branca           | Maserati           | 5'45"       | 13      |
| 14  | 24 | Johnny Claes          | Talbot-Lago-Talbot | senza tempo | 14      |

## Gara

### Resoconto
Farina e Fangio come al solito, sono i più veloci nella sessione di qualifiche con Fagioli impossibilitato a tenere il loro passo. Sommer resta davanti alla Ferrari con la sua vecchia Talbot-Lago. La gara ha uno svolgimento pressoché simile. Le Alfa Romeo fanno corsa a sé e nei primi cinque giri ottengono un vantaggio tale che dai box viene impartito l'ordine di rallentare. Sommer gareggia con le due Ferrari. Quando le Alfa si fermano per il rifornimento, al 12º e 13º giro, Raymond Sommer prende il comando della corsa. Il francese decide di forzare nel tentativo di conseguire il maggiore vantaggio possibile prima del suo turno per il rifornimento, ma al 20º giro è costretto al ritiro per rottura del motore. In precedenza, al 2º giro si era ritirato Yves Giraud-Cabantous ancora per il motore, e al 15º giro Étancelin per surriscaldamento. Due giri più tardi si ritira anche Chaboud. Ascari prende il comando ma deve fermarsi subito per il rifornimento e le Alfa tornano ancora a dominare con Fangio a condurre davanti a Farina e Fagioli. Farina soffrì di problemi alla trasmissione nei giri finali e chiuse al quarto posto dietro la migliore Talbot-Lago classificata, guidata da Rosier. Ascari finisce quinto. Luigi Villoresi si classifica al sesto posto: dapprima attardato da continue soste ai box per problemi alle candele, negli ultimi giri, complice la pioggia, non può completare la gara insieme a Levegh, Crossley, Claes e Branca a causa dell'invasione di pista da parte del pubblico. Con la vittoria Fangio si porta a 17 punti, ma Farina con i tre punti della gara e il punto supplementare del giro veloce mantiene la testa con 22 punti. Fagioli con il terzo secondo posto supera l'argentino di un solo punto portandosi a 18 punti. La lotta per il titolo mondiale è sempre più un affare privato tra i tre piloti di punta dell'Alfa Romeo.
Grazie a questi risultati, il pilota Louis Rosier e il costruttore Talbot-Lago conquistano entrambi il secondo podio consecutivo e l'ultimo in Formula 1.

### Risultati
I risultati del Gran Premio sono i seguenti:
| Pos | Nº | Pilota                | Costruttore        | Giri | Tempo/Ritiro        | Griglia | Punti |
| --- | -- | --------------------- | ------------------ | ---- | ------------------- | ------- | ----- |
| 1   | 10 | Juan Manuel Fangio    | Alfa Romeo         | 35   | 2h47'26"            | 2       | 8     |
| 2   | 12 | Luigi Fagioli         | Alfa Romeo         | 35   | +14"                | 3       | 6     |
| 3   | 14 | Louis Rosier          | Talbot-Lago-Talbot | 35   | +2'19"              | 8       | 4     |
| 4   | 8  | Nino Farina           | Alfa Romeo         | 35   | +4'05"              | 1       | 4     |
| 5   | 4  | Alberto Ascari        | Ferrari            | 34   | +1 giro             | 7       | 2     |
| 6   | 2  | Luigi Villoresi       | Ferrari            | 33   | +2 giri             | 4       |       |
| 7   | 22 | Pierre Levegh         | Talbot-Lago-Talbot | 33   | +2 giri             | 10      |       |
| 8   | 24 | Johnny Claes          | Talbot-Lago-Talbot | 32   | +3 giri             | 14      |       |
| 9   | 26 | Geoff Crossley        | Alta               | 30   | +5 giri             | 12      |       |
| 10  | 30 | Toni Branca           | Maserati           | 29   | +6 giri             | 13      |       |
| Rit | 20 | Eugène Chaboud        | Talbot-Lago-Talbot | 22   | Tubo dell'olio      | 11      |       |
| Rit | 6  | Raymond Sommer        | Talbot-Lago-Talbot | 20   | Pressione dell'olio | 5       |       |
| Rit | 16 | Philippe Étancelin    | Talbot-Lago-Talbot | 15   | Surriscaldamento    | 6       |       |
| Rit | 18 | Yves Giraud-Cabantous | Talbot-Lago-Talbot | 2    | Tubo dell'olio      | 9       |       |

Nino Farina riceve un punto addizionale per aver segnato il giro più veloce della gara.

## Classifica mondiale
| Pos | Pilota                | Punti |
| --- | --------------------- | ----- |
| 1   | Nino Farina           | 22    |
| 2   | Luigi Fagioli         | 18    |
| 3   | Juan Manuel Fangio    | 17    |
| 4   | Louis Rosier          | 10    |
| 5   | Johnnie Parsons       | 9     |
| 6   | Alberto Ascari        | 8     |
| 7   | Bill Holland          | 6     |
| 8   | Prince Bira           | 5     |
| 9   | Mauri Rose            | 4     |
| =   | Louis Chiron          | 4     |
| =   | Reg Parnell           | 4     |
| 12  | Cecil Green           | 3     |
| =   | Raymond Sommer        | 3     |
| =   | Yves Giraud-Cabantous | 3     |
| 15  | Felice Bonetto        | 2     |
| 16  | Joie Chitwood         | 1     |
| =   | Tony Bettenhausen     | 1     |